# Totolapa, Veracruz
Totolapa är en ort i Mexiko.   Den ligger i kommunen Totutla och delstaten Veracruz, i den sydöstra delen av landet, 230 km öster om huvudstaden Mexico City. Totolapa ligger 1 409 meter över havet och antalet invånare är 661.
Terrängen runt Totolapa är kuperad, och sluttar österut. Runt Totolapa är det ganska tätbefolkat, med 214 invånare per kvadratkilometer. Närmaste större samhälle är Huatusco de Chicuellar, 5,9 km söder om Totolapa. I omgivningarna runt Totolapa växer huvudsakligen savannskog.